# Charanda
A charanda Mexikóból, Michoacán államból származó, a rumhoz hasonló ital.

## Leírása
A charanda színtelen, édeskés, vaníliához hasonló aromájú ital, amely cukornádból erjesztett lé lepárlásával készül. A Mexikó délnyugati részén található Michoacán államból, Uruapan környékéről származik. Nevét a Cerro de la Charanda nevű hegyről kapta, mivel itt építették fel az első cukornádlé-lepárlót, ahol az italt készítették. Maga a charanda szó a purepecsa nyelvből származik, jelentése „színes/vörös föld”. Bár már a 16. században is létezett, ipari mértékű gyártása csak a 20. század elején kezdődött meg.
2002 óta a charanda név eredetvédelem alatt áll, csak azt a terméket lehet így nevezni, amelyet az alábbi 16, összesen 8606 km²-es területet lefedő, Michoacán állam középső területein fekvő község valamelyikének területén készítettek ugyancsak az erről a területről származó alapanyagokból: Ario, Cotija, Gabriel Zamora, Los Reyes, Nuevo Parangaricutiro, Nuevo Urecho, Peribán, Salvador Escalante, Tacámbaro, Tancítaro, Tangancícuaro, Taretan, Tocumbo, Turicato, Uruapan és Ziracuaretiro. Ez a terület a tenger szintje felett 1600–3842 méterrel fekszik, a völgyekben a csapadék átlagos évi mennyisége 700–900 mm, az átlagos havi minimum- és maximum-hőmérsékletek 12 és 27 °C között vannak, a talaj vulkanikus. Ezek a körülmények ideálisak a cukornád számára, amelynek egyfajta egyediséget kölcsönöznek, emiatt különbözik a charanda a többi, a világ más tájain készült hasonló italtól: aromásabb és édesebb azoknál, valamint vastartalma is magasabb.